# Gedung Sako II
Gedung Sako II is een bestuurslaag in het regentschap Kaur van de provincie Bengkulu, Indonesië. Gedung Sako II telt 535 inwoners (volkstelling 2010).